# Os Tuneza
Os Tuneza é um grupo humorístico angolano, criado em 2003 e constituído pelos atores Daniel Vilola, Orlando Rodrigues,  Cesalty Paulo, José Chieta e pelo ex integrante Gilmário Vemba .

## História
O grupo "Os Tuneza" foi formado em 2003, inicialmente como um grupo teatral, por integrantes do extinto Colectivo de Artes Tuneza, criado em 1999. Os Tuneza passaram a se apresentar em vários restaurantes e espaços públicos de Luanda.
Em 2006, Os Tuneza passam a apresentar o programa Kialumingo na Rádio Luanda. No ano seguinte, 2007, o primeiro álbum musical do quinteto é publicado, intitulado Humor ao Domicílio. O disco foi gravado no estúdio da Rádio Nacional de Angola, pela AQ Produções, com participações de Kizua Gourgel, Totó, Dodó Miranda e o radialista Afonso Quintas.
O grupo apresentou também o programa Fora de Série nos canais TPA 2 e TPA Internacional da Televisão Pública de Angola. Em 2008, produtora Semba Comunicações lançou o DVD, que na qual contêm as dez primeiras edições do programa de mesmo nome.
Entre 2009 e 2011, o grupo estreou o programa Coisa Doida, na TV Zimbo.
Além dos programas de televisão, Os Tuneza também apresentaram-se com espetáculo "Show Tuneza - Segunda Temporada", que tem a duração de duas horas, composto de sátiras de diversos artistas angolanos. Em 2010, o grupo assinou um contrato de dois anos com a empresa angolana de gestão de carreira e eventos culturais "Speed Light", visando potenciar a profissionalização dos cinco artistas, bem como divulgar a cultura angolana para outras partes do mundo..
Em 2016 Os Tuneza estrearam na emissora Mundo Fox o seu programa Os Tropas D'os Tuneza um programa com muito humor e os participantes são humorista de toda região de Angola e fazem parte de uma batalha de humor onde o vendedor se torna Os Tropas D'os Tuneza, programa cheio de diversão, comédia, na operadora DStv no canal 500 do Mundo Fox.
Em 2017, estrearam na Zap, no canal Zap Viva, o programa de comédia No Cubico dos Tuneza